# Chromolepis
Chromolepis, monotipski rod glavočika smješten u vlastiti podtribus Chromolepidinae,  dio tribusa Heliantheae. Jedina vrsta je C. heterophylla, meksičkii endem iz država Durango, Guanajuato, México, Michoacán, Querétaro i Sinaloa.

## Opis
Chromolepidinae zauzimaju položaj unutar Heliantheae, sestrinski su sa Dugesiinae i sa njim zajedno sa Zaluzaniinae (Panero et al. 2001). Robinson (1981) smjestio je Chromolepis u Zaluzaniinae zbog njegovih zrakastih cvjetova i plitko četvrtastih cipsela. Voli vlažna staništa.

## Sinonimi
- Stephanopholis S.F.Blake; Proc. Amer. Acad. 49: 345 (1913)
- Chromolepis heterophylla f. integrifolia (Greenm.) S.F.Blake; Contr. Gray Herb. 52: 38 (1917)
- Leptosyne pinnata var. integrifolia Greenm.; Proc. Amer. Acad. 27: 176 (1892)
- Stephanopholis pinnata S.F.Blake; Proc. Amer. Acad. Arts 49: 346 (1913)
- Stephanopholis pinnata var. integrifolia S.F.Blake; Proc. Amer. Acad. Arts 49: 346 (1913)